# Tacloban

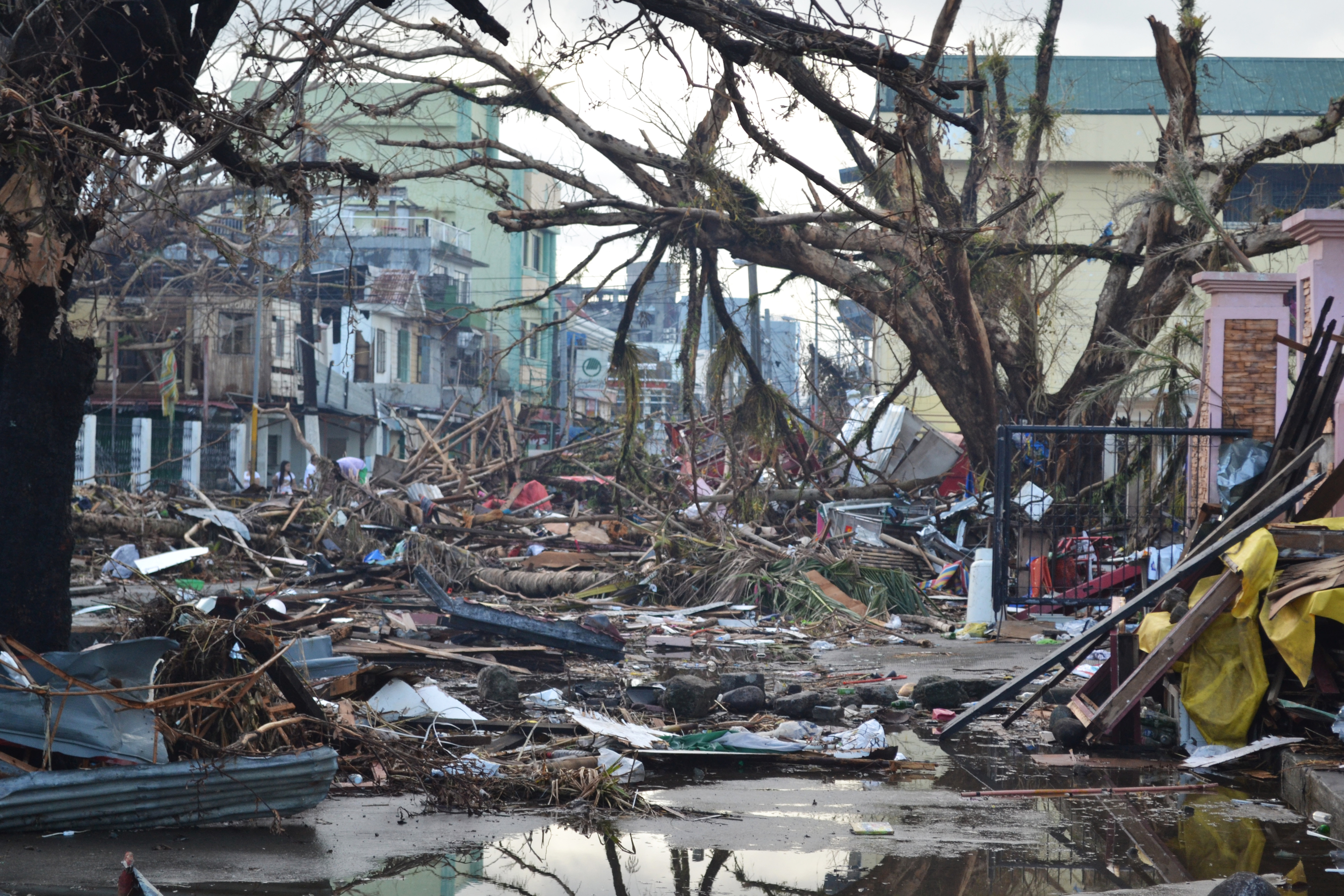
Tacloban direct na tyfoon Haiyan

Tacloban is de hoofdstad van de Filipijnse provincie Leyte op het eiland Leyte. Tacloban is de grootste stad en tevens het regionale centrum van de regio Eastern Visayas. Bij de laatste census in 2007 had de stad ruim 217 duizend inwoners.

## Geschiedenis
Tacloban was lang geleden een klein vissersdorpje en onderdeel van Basey op Samar. De naam Tacloban is afgeleid van Taklub, wat een soort mand is om vis mee te vangen. Eind 18e eeuw ontwikkelde de plaats zich tot een belangrijke handelsplaats. Tijdens de Tweede Wereldoorlog werd Tacloban de eerste grote plaats die door de Amerikaanse troepen onder leiding van Douglas MacArthur bevrijd werd van de Japanners. De stad was in die periode zelfs de tijdelijke hoofdstad van de Filipijnen, aangezien Manilla nog onder Japanse controle was.
Op 8 november 2013 werd de stad getroffen door de tyfoon Haiyan, die met windsnelheden boven de 300 km per uur over de stad trok. De stad en het vliegveld werden grotendeels verwoest, waarbij in totaal meer dan 5.235 mensen het leven verloren.

## Geografie

### Topografie
Tacloban ligt aan de Cancabatobaai in de Straat San Juanico, die het eiland Leyte van Samar scheidt.

### Bestuurlijke indeling
Tacloban is onderverdeeld in 138 barangays, waarvan de meeste slechts een nummer hebben.

## Demografie
Tacloban had bij de census van 2007 een inwoneraantal van 217.199 mensen. Dit zijn 38.396 mensen (21,5%) meer dan bij de vorige census van 2000. De gemiddelde jaarlijkse groei komt daarmee uit op 2,72%, hetgeen hoger is dan het landelijk jaarlijks gemiddelde over deze periode (2,04%). Vergeleken met de census van 1995 is het aantal mensen met 49.889 (29,8%) toegenomen.

De bevolkingsdichtheid van Tacloban was ten tijde van de laatste census, met 217.199 inwoners op 201,72 km², 1076,7 mensen per km².

## Geboren in Tacloban
- Ted Failon (29 maart 1962), journalist, radio- en televisiespresentator en politicus.

Abuyog · Alangalang · Albuera · Babatngon · Barugo · Bato · Baybay · Burauen · Calubian · Capoocan · Carigara · Dagami · Dulag · Hilongos · Hindang · Inopacan · Isabel · Jaro · Javier · Julita · Kananga · La Paz · Leyte · MacArthur · Mahaplag · Matag-ob · Matalom · Mayorga · Merida · Ormoc · Palo · Palompon · Pastrana · San Isidro · San Miguel · Santa Fe · Tabango · Tabontabon · Tacloban · Tanauan · Tolosa · Tunga · Villaba